# سارة توماسي
سارة توماسي (مواليد 9 يونيو 1981) هي ممثلة وشخصية تلفزيونية إيطالية. ظهرت لأول مرة عام 2008 في فيلمها الكوميدي ألتمي ديلا كلاس وهي تلعب دور معلمة مثيرة.

## فيلم للكبار
أول فيلم إباحي لتوماسي هو فيلم إيل ميو بريمو هارد، الذي يظهرها في مشاهد جنسية صريحة، صدر في عام 2012.

## روابط خارجية
- سارة توماسي في قاعدة بيانات الأفلام على الإنترنت
- 2007 Sara Tommasi Calendario Max Calendar gallery
- Sara Tommasi Playboy Interview, March 2010 (Italian)
- Sara Tommasi على قاعدة بيانات الأفلام الإباحية على الإنترنت
- Sara Tommasi xFapzap (USA)